# Данило Стоянович
Данило Стоянович (серб. Данило Стојановић / Danilo Stojanović, нар. 14 вересня 1878, Лапово  — пом. 1967, Белград), також відомий як Чика Дача (серб. Чика Дача / Čika Dača) — один з футбольних піонерів у Югославії. 

## Біографія
Народився 14 вересня 1878 року в Лапово. У 1903 році став засновником футбольного клубу «Шумадія» у місті Крагуєваць. Був президентом клубу до 1906 року, коли переїхав до Белграда. В 1911 році був одним із засновників клубу БСК, його віце-президентом. Через рік був серед засновників клубу ФК «Душановаць». Під час Балканської війни служив у сербській армії. 
Після війни повернувся до Белграда і з групою ентузіастів заснував клуб «Велика Сербія», був обраний його президентом, а також грав на позиції воротаря. У 1914 році став з командою переможцем Сербського Олімпійського кубку, першого в історії сербського футбольного турніру. Під час Першої світової війни клуб практично не функціонував, але після її завершення був відроджений під назвою «Югославія». Стоянович був у команді до 1926 року, у 1913—1919 роках як президент клубу, у 1923—1924 роках як тренер. У цей період команда двічі ставала чемпіоном Югославії у 1924 і 1925 роках, регулярно перемагала у чемпіонаті Белграда. 
Після того, як залишив «Югославію», ще багато років залишався у футболі, працюючи у різних організаціях. В 1951 році випустив книгу «Čika Dačine uspomene» («Спогади Чики Дачі»). Помер у 1967 році у Белграді. 